# 林唯均
林唯均（2002年10月18日—）是台灣女子跆拳道運動員。

## 經歷
- 2019年，參加2019年亞洲青少年錦標賽49公斤級獲得金牌。
- 2023年，參加2022年亞洲運動會女子53公斤級獲得銀牌。
- 2024年，參加2024年亞洲跆拳道錦標賽女子57公斤級獲得銅牌。

## 外部連結
- 林唯均在TaekwondoData.com（英语）